# El Hammam
El Hammam (àrab الحمام) és una comuna rural de la província de Khénifra de la regió de Béni Mellal-Khénifra. Segons el cens de 2014 tenia una població total de 12.830 persones.